# Fly Cirrus 13
Fly Cirrus 13 (модельный индекс FS518) — бюджетный смартфон, выпущенный компанией Fly в 2017 году.

## Экран
Смартфон оснащён ёмкостным сенсорным экраном диагональю 5 дюймов, распознающим 10 одновременных касаний (10-точечный мультитач). Разрешение экрана составляет 1920х1080 (FullHD), отношение сторон — 16:9, разрешающая способность — 441 пикселей на дюйм (ppi). Экран способен отображать 16777216 оттенков.

## Защита
Смартфон не обладает сертификацией на соответствие какому-нибудь стандарту защиты. Следовательно, он является уязвимым для воздействия воды, пыли, механических повреждений, а также не подходит для использования во взрывоопасных средах. Экран смартфона покрыт защитным стеклом.

## Программное обеспечение
Смартфон оснащён операционной системой Android 7.0 Nougat, разработанной в американской компании Google. Используется прошивка со встроенными сервисами Google (жарг. Gapps). В частности, предустановлен клиент магазина приложений и мультимедийного контента Google Play, с помощью которого смартфон можно оснастить большим количеством приложений от сторонних разработчиков. Предустановлен ряд стандартных приложений: медиаплеер, многофункциональные часы, просмотрщик фотографий, FM-радио, калькулятор и другие.

## Технические характеристики
- Экран: 5", TFT-IPS, 1920x1080, ёмкостный, мультитач
- Процессор: MediaTek MT6737T, 64-битный 4х1,5 ГГц Cortex-A53
- Графический ускоритель: Mali-T720 MP2
- Операционная система: Android 7.0
- Оперативная память: 2 ГБ
- Встроенная память: 16 ГБ
- Поддержка карт памяти: microSDXC
- Связь: GSM 850/900/1800/1900 МГц || UMTS 900/2100 МГц || LTE: 3, 7, 20
- SIM: micro-SIM + nano-SIM (комбинированный слот), DSDS
- Беспроводные интерфейсы: Wi-Fi 802.11 b/g/n, Bluetooth 4.1
- Навигация: GPS, ГЛОНАСС
- Камеры: основная — 13 Мп (вспышка, автофокус), фронтальная — 5 Мп
- Датчики: освещённости, приближения, акселерометр, гироскоп, сканер отпечатков пальцев
- Аккумулятор: 2400 мАч
- Габариты: 144х70,6х8,3 мм
- Вес: 137 граммов